# Longèves, Charente-Maritime

Longèves este o comună în departamentul Charente-Maritime, Franța. În 2009 avea o populație de 766 de locuitori.